# NGC 7690
NGC 7690 في الفهرس العام الجديد، هي مجرة، تقع في كوكبة العنقاء. اكتشفت في 1834 بواسطة جون هيرشل.

## روابط خارجية
- NGC 7690 على موقع ويكي سكاي: DSS2, SDSS, GALEX, IRAS, Hydrogen α, X-Ray, Astrophoto, Sky Map, Articles and images